# Donació d'embrions
La donació d'embrions, o transferència d'embrions donats, és una tècnica de reproducció que consisteix a transferir a l'úter de la dona un embrió, donat per a un altre parella amb la seva càrrega genètica. Aquest procés és utilitzat quan una parella no pot tenir fills.

## Què és la transferència d'embrions
Des que el 2008 es va descobrir la vitrificació, es va començar a utilitzar la tècnica dels embrions congelats transferits. La transferència embrionària (TE) és la introducció dels embrions a l'úter matern. Just abans d'aquesta transferència es col·loquen els embrions seleccionats en cultiu específic. La transferència embrionària pot realitzar-se amb una guia ecogràfica per observar l'endometri i poder dipositar els embrions assignats a 1 cm del fons uterí.
Aquest procés és necessari quan existeix un cas d'infertilitat.

## Què és la infertilitat?
Es parla de problemes de fertilitat quan una parella té dificultats per concedir, és a dir aconseguir un embaràs.
Hi pot haver diverses causes per les quals una dona no pot concedir. Una d'aquestes és el factor tubari, 4 de cada 10 dones que té certes dificultats per concebre té alteracions a les trompes de Fal·lopi. Un altre cas és el síndrome de l'ovari poliquístic, és una alteració hormonal la qual fa que el període sigui molt irregular o inclús inexistent, d'aquesta manera dificulta l'embaràs de manera natural. També està la fallada ovàrica prematura la qual consisteix en deixar d'ovular abans dels quaranta anys. Es coneix també l'avortament de repetició la qual es defineix com la pèrdua d'un embaràs de manera natural repetidament...
Per saber si la dona és realment infèrtil per algun cas, en un principi, desconegut cal fer una anàlisi completa per conèixer si existeix algun problema de tipus ovàric, genètic, tubari, uterí... Normalment aquesta es fa entre el 3r i el 5è dia del cicle per observar diverses hormones que aporten informació sobre els ovaris de la dona. També s'acostuma a fer una ecografia ginecològica de reproducció per detectar possibles problemes de l'aparell reproductor.
Els problemes de l'home en canvi són ben diferents.
Existeix la varicocele, l'aparició d'aquesta impedeix que la sang circuli correctament i això afecta també al nombre, la mobilitat i la morfologia dels espermatozous. També es coneix la fimosi que afecta el prepuci, la infecció urinària la qual altera la funcionalitat espermàtica...
Per part de l'home, també cal fer una anàlisi completa per saber si hi ha una baixa qualitat o quantitat d'espermàtiques, incapacitat per part de l'home de tenir una erecció... Per això es fa una prova anomenada seminograma el qual estudia els espermatozous.

## Procediment
Un cop la parella ha pres la decisió, l'equip mèdic assigna uns embrions a aquesta, aquests embrions són escollits per tenir la similitud més gran fenotípica i immunològica possible amb la dona o la parella receptora.
- Preparació de l'endometri:[3] Un cop es tenen els embrions, la dona receptora ha de seguir un tractament hormonal que prepara l'úter per rebre els embrions transferits. Aquest tractament aconsegueix que la matriu i concretament la mocosa que el recobreix, l'endometri, estigui molt més receptiu perquè sigui més senzill injectar l'embrió. Aquest procés acostuma a durar unes dues setmanes.
- Desvitrificació de l'embrió: Quan la dona ja està en condicions es descongelen els embrions assignats. Es fa una evacuació a aquests embrions.

Úter, òrgan femení on es transmeten els embrions

- Transferència embrionària: el dia programat es realitza la transferència. Aquesta intervenció és indolora, tan sols dura uns minuts i no necessita anestesia.[4] Si cap dels embrions descongelats fos viable, s'hauria d'assignar un nou grup d'aquests. Quan passen 14 dies es fa la prova d'embaràs. Si és positiva, es tracta d'un embaràs normal, només caldrà mantenir el tractament inicial durant dos mesos més.

L'oòcit s'insemina amb els espermatozous al laboratori. S'ha de produir la fecundació i un cop es produeix es comença a desenvolupar l'embrió que serà el futur nadó.
Un cop han passat entre dos i sis dies, l'organisme començarà a estar compost per diverses cèl·lules i estarà preparat per implantar-se a l'úter de la futura mare.
El blastocist és l'estat de l'embrió després de 5 o 6 dies de la fecundació en el procés de la divisió cel·lular. Aquesta és la fase en la qual aquest es troba preparat per ser implantat a l'endometri de la dona.
Es transfereix l'embrió de millor qualitat. Després d'haver transferit els embrions a l'úter de la futura mare depèn de cada cas en particular i serà el metge qui decidirà el cicle que més convingui d'acord amb els resultats.
Tal com diu el centre mèdic Teknon, aquest és un mètode tan segur com qualsevol altre en la reproducció assistida.

## Donant
Els donants d'embrions són dones o parelles que han aconseguit tenir fills i que es transmeten a un tractament de fecundació in vitro. Decideixen donar els seus embrions amb finalitat reproductiva. A aquestes parelles se'ls han realitzat uns estudis previs per la legislació vigent. Són persones sanes i amb anàlisis negatives per a malalties infeccioses transmissibles, les dones són menors de 35 anys i els homes de 50.
Els embrions que es transfereixen poden procedir:
- De parelles les quals ja no volen tenir més fills i volen donar els embrions a altres parelles les quals no poden tenir fills i ho desitgen tant com ells. Aquests embrions estan congelats.
- També es poden transferir els embrions fecundant un òvul d'una donant d'oòcits i espermatozoides d'un donant d'esperma. Les possibilitats d'embaràs en aquest cas és molt més alta, ja que les donants d'oòcits acostumen a ser molt més joves que les dones amb problemes de fertilitat les quals desitgen un fill, i a més aquests embrions no s'han congelat, ja que són injectats dos o tres dies després de la fecundació.

Segons diversos resultats, les probabilitats d'èxit de donació d'embrions són d'un 57%.

## Receptor
La recepció d'embrions és causada quan existeixen problemes reproductius en els dos membres d'una parella. Quan és necessari utilitzar aquesta tècnica:
- Si fa més d'un any que la parella intenta concebre i no ho aconsegueix.
- Si un dels dos membres de la parella tenen antecedents familiars d'esterilitat o alguna malaltia hereditària.
- Si existeix més d'un avortament.
- Dones majors d'edat, en plena salut psicofísica i en edat reproductiva.
- Dones sense parella masculina que desitgen tenir un fill.